# Hidalmás

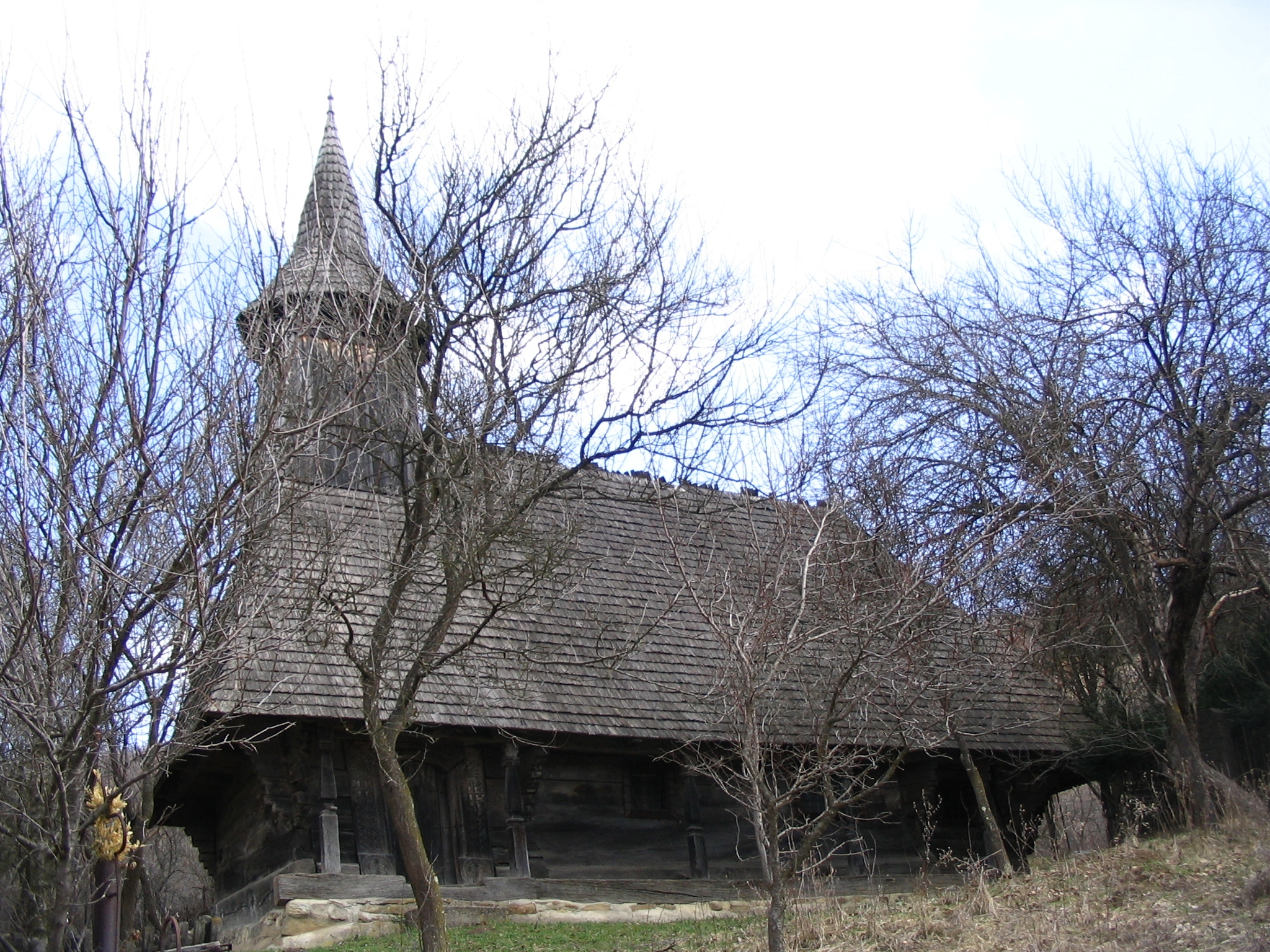
Az ortodox fatemplom

Hidalmás vagy Hídalmás (románul Hida, jiddisül הידאלמאש) falu Romániában, Erdélyben, Szilágy megyében.

## Nevének eredete
Neve a híd és az almás szavak összetételéből való. Először 1298-ban Almas, majd 1333-ban de Pomerio és Hydalmas néven említették. A névadás alapja maradandónak bizonyult, ugyanis a falu még a 20. században is neves volt almatermesztéséről.

## Földrajz
Zilahtól 37 kilométerre délkeletre, Kolozsvártól 54 kilométerre északnyugatra, az Almás vize mellett fekszik.

## Népesség

### A népességszám változása
Az össznépesség csupán csekély ingadozást mutatott az elmúlt 160 évben. A 20. század közepéig emelkedett, azóta csökken.

### Etnikai és vallási adatok
Magyar lakossága 1850-től 1910-ig folyamatosan emelkedett, amikorra majdnem azonos számú román és magyar anyanyelvű élt a településen. A második világháború után, valószínűleg részben elköltözések, részben a zsidóság elhurcolása miatt ugrásszerűen megcsappant.
- 1880-ban 1041 lakosából 609 volt román, 334 magyar és 74 német (jiddis) anyanyelvű; 551 ortodox, 222 zsidó, 173 református, 49 görög és 46 római katolikus vallású.
- 2002-ben 1102 lakosából 933 volt román, 119 cigány és 50 magyar nemzetiségű; 959 ortodox, 70 pünkösdi és 40 református vallású.

## Története
1298-ban Szent Demeternek szentelt kőtemploma volt, ekkor birtokosa, Mikud bán az erdélyi püspökségnek kötötte le száz márkáért. A későbbiekben előbb Doboka, majd a 20. századig Kolozs vármegyéhez tartozott. Az 1850-es években és a 20. század elején is járási székhely volt. Legfőbb birtokosa a 17. század második felétől a Korda, a 19. században a Hatfaludy család. Lakossága inscriptio alapján mentességet élvezett a dézsma alól. Jósika Miklós mint „rongyos, piszkos erdélyi falu”-ra emlékszik rá 1823-ból. Az 1820-as évek elején alakult meg zsidó hitközsége, amely 1825-től jesivát is fenntartott. Első zsinagógája 1850-ben épült, majd miután ez szűkké vált, 1910-ben újat építettek, amelyet az 1960-as években bontottak le. 1925 és 1944 között ismét működött jesivája, valamint az 1920-as években héber betűs nyomdája is.
Magyar lakóit 1848 őszén az almásszentmihályi táborba hurcolták, és ott a vajdaházi tribunus papnak köszönhették megmenekülésüket. Határában a visszavonuló honvédsereg 1848. december 20-án győzelmet aratott a császáriak felett. 1849. január 7-én hatvan drági és vajdaházi román fegyveres gyűlt össze Hidalmáson Ioan Micle vezetésével, de miután lövöldöztek, lármáztak és a nemzetőrséget fenyegették, hazamentek. Grotenhjelm 1849. augusztus 24-én itt várta be Kazinczy Lajos döntését a fegyverletételről.
A 19. század második felében mezővárosias központi hellyé fejlődött, hetipiaccal és látogatott éves vásárokkal. 1867-ben gyógyszertárat, 1873-ban állami iskolát alapítottak benne. 1900-ban megalakult a Hidalmás vidéki Takarékpénztár. 1926 és 1967 között hozzátartozott Bányika. 1944-ben a milványi románok felgyújtották a református egyház irattárát.

## Nevezetességek
- Az ortodox fatemplom 1717-ben épült. A bejárati ajtó hátuljára kitárt tenyereket faragtak.
- A Hatfaludy család egykori udvarházát Anton Ferdider tervei alapján 1809-ben építették, 18. századi alapokon.
- Református temploma 1882-ben épült, a régi templom helyén.
- A falu szélén, az út mellett áll a természeti erők által gomba alakúra formált, hat és fél méter magas, homokkő Ördögszikla.[5]
- Az erősen átalakított, 19. századi Morca-kúria, parkkal.
- A református egyház 1910-ben épült lelkészlakja. A faluban a Zilahi református egyházmegye működteti a Hidalmási Református Ifjúsági Központot, amely nyáron át szállóvendégeket is fogad.[6]

## Híres emberek
- Itt született 1906-ban Schön Dezső izraeli magyar művelődéstörténész.
- Itt nyugszik Csoma Mária kolozsvári opera-énekesnő.

## Galéria

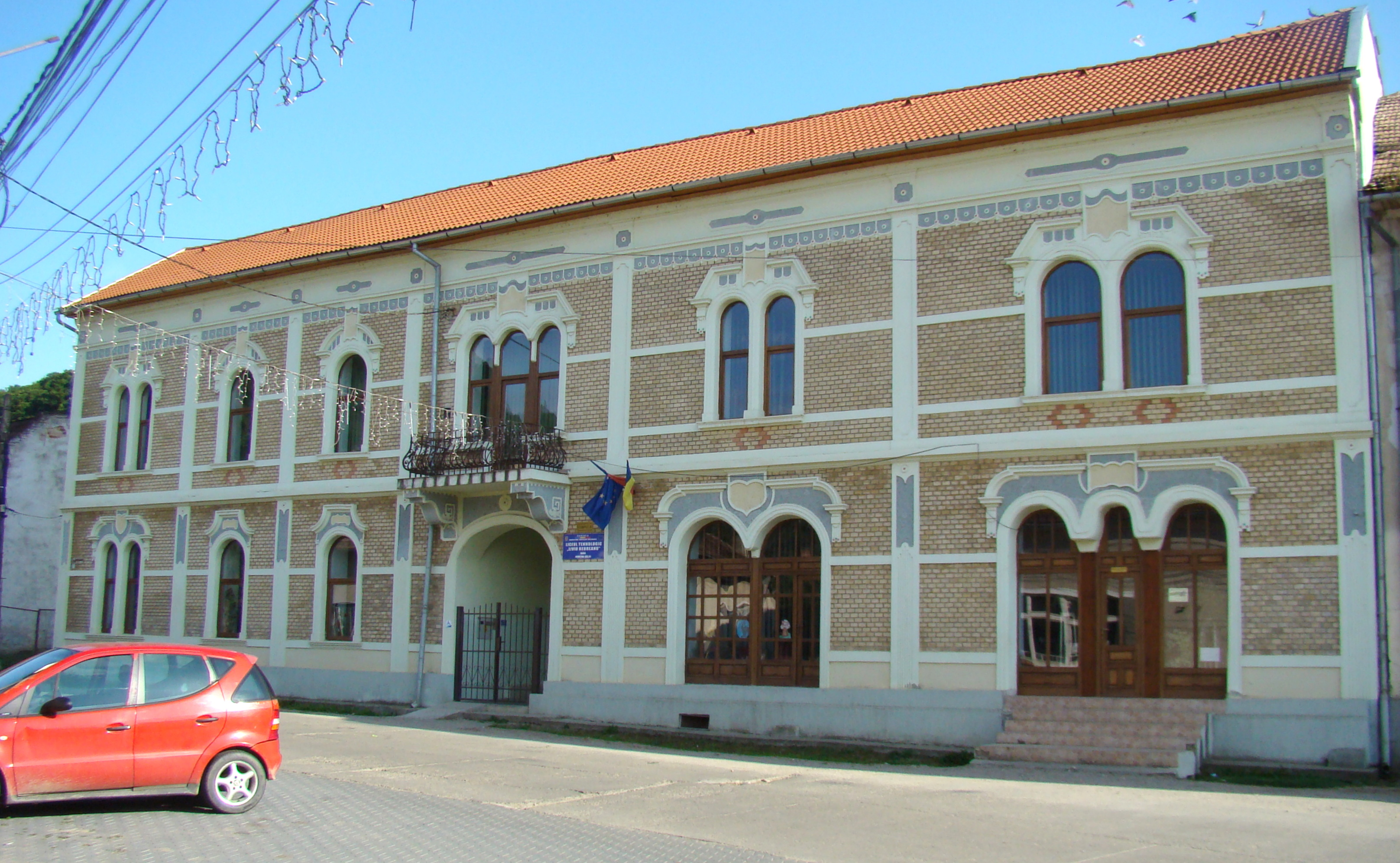
Műszaki líceum, volt járásbíróság
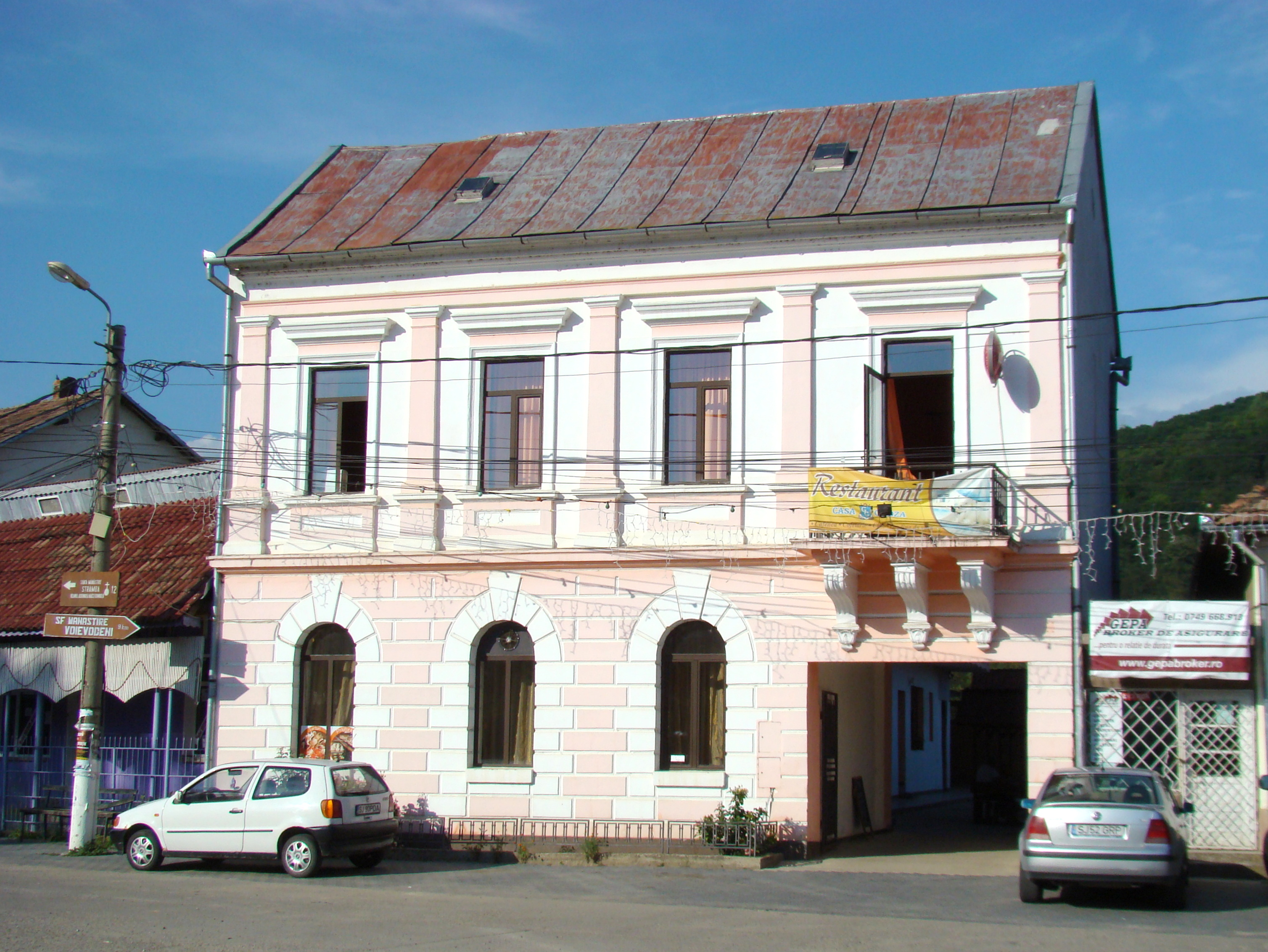
Főtéri ház
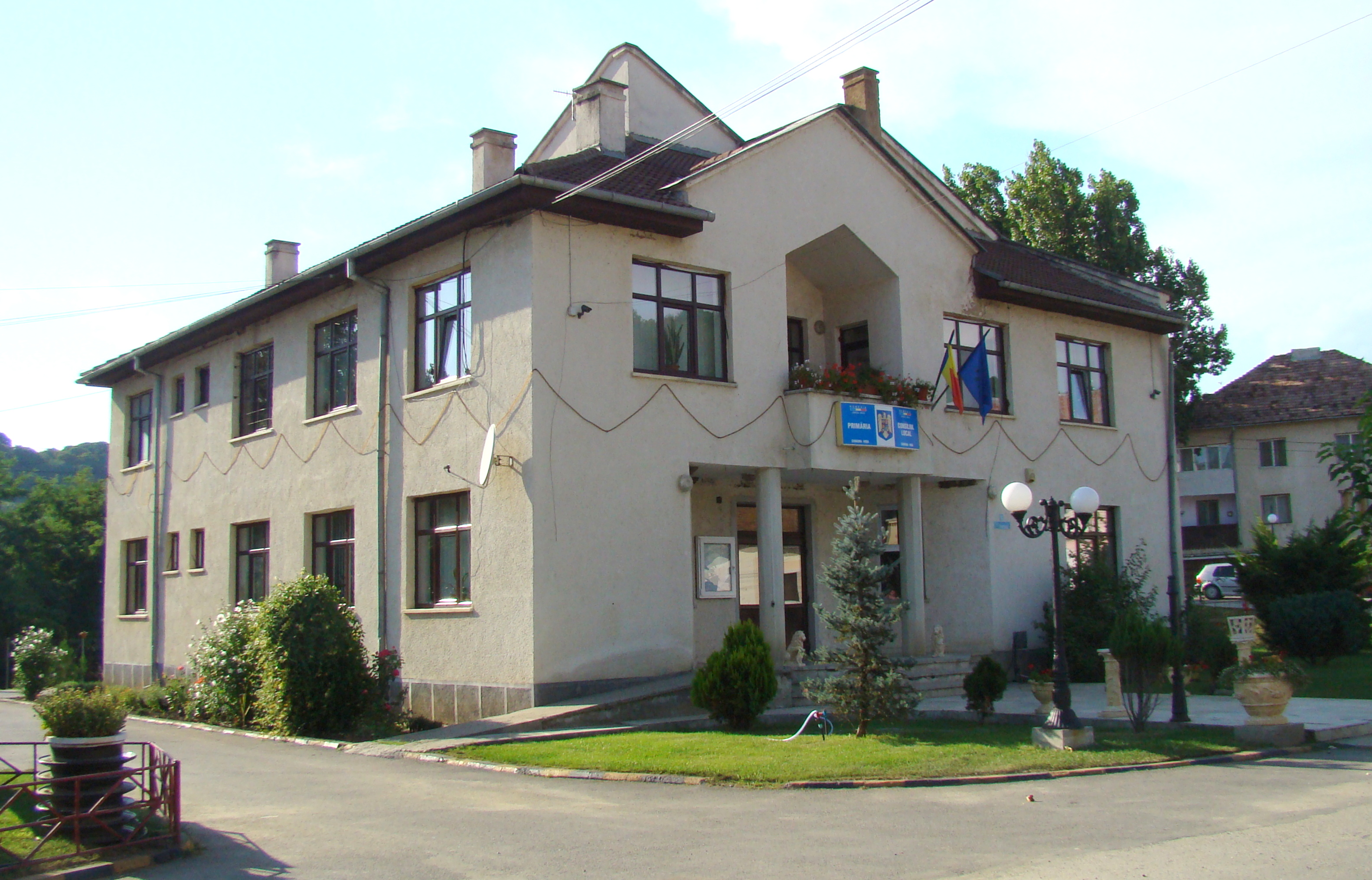
Községháza
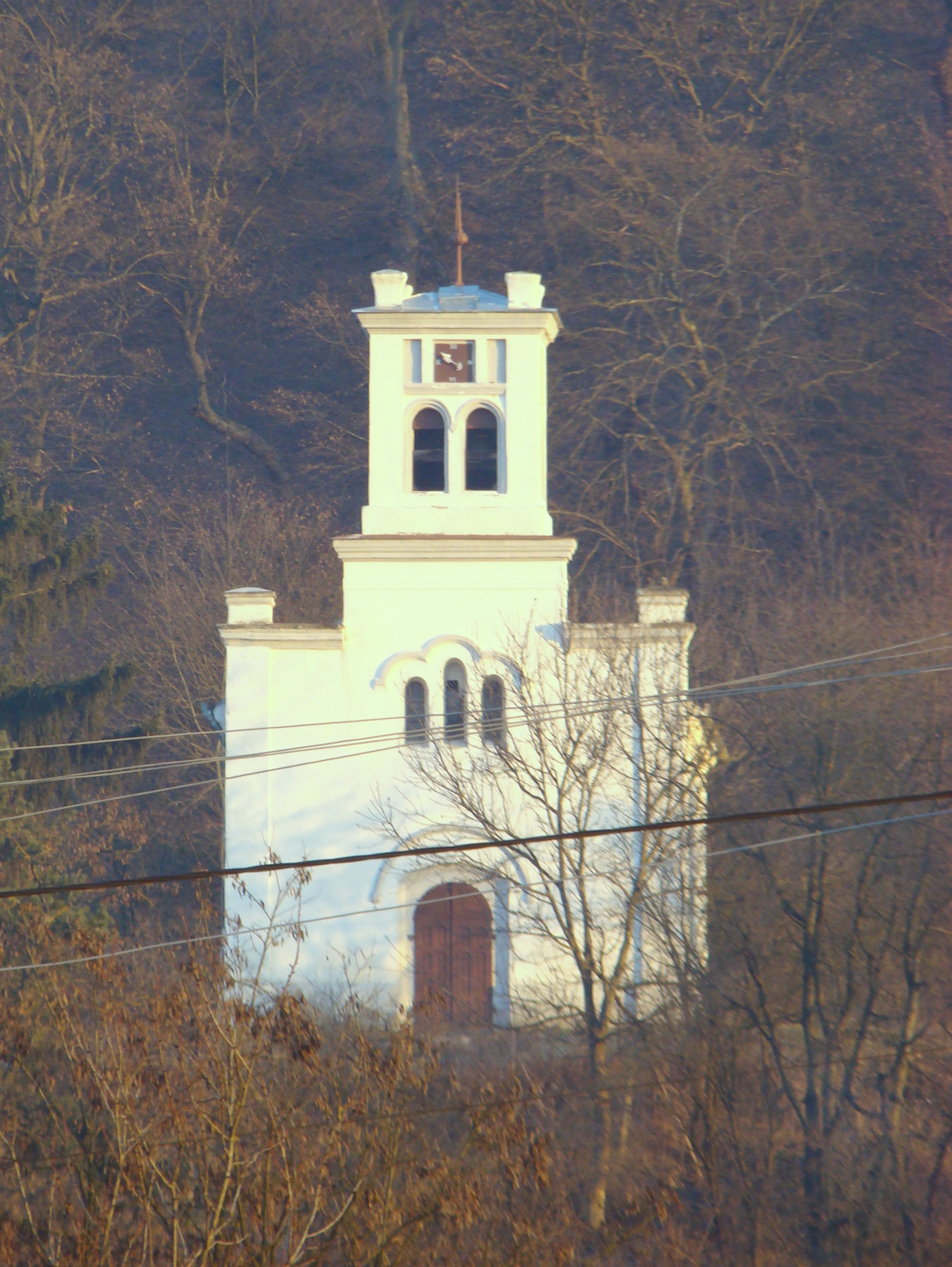
A református templom
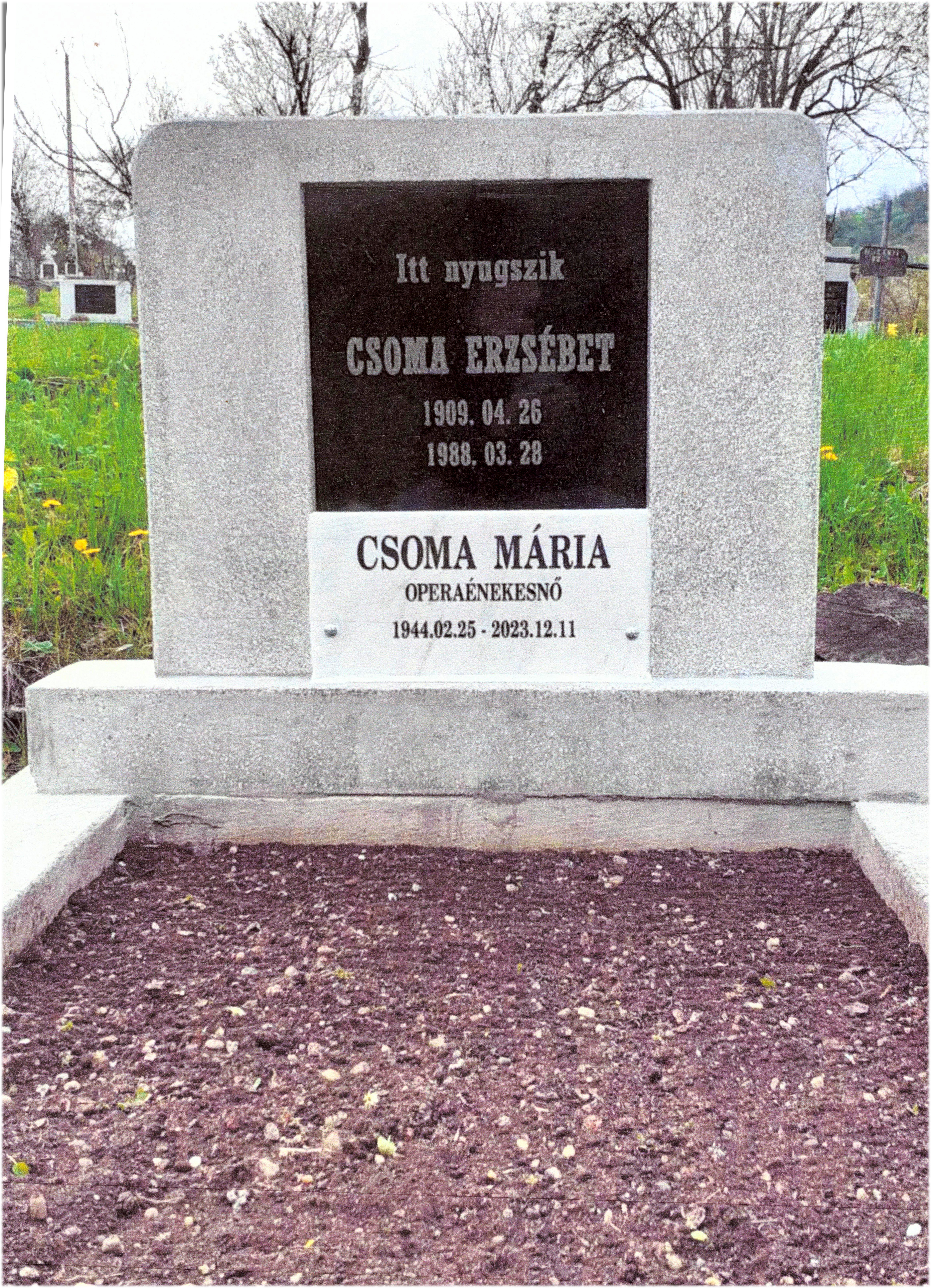
Csoma Mária sírja a helyi temetőben